# Casa de la Ciudad (Seo de Urgel)
La Casa de la Ciutat (Casa de la Ciudad) es el edificio donde se emplaza el Ayuntamiento de Seo de Urgel, ciudad capital del Alto Urgel y el Obispado de Urgel. El edificio data de 1473 y fue construido encima de la antigua iglesia de Santa Eulalia. Los vestigios de la iglesia y parte de una de las murallas más antiguas se pueden ver en el interior del edificio, ya que fueron descubiertas.
El edificio se encuentra situado en la plaça dels Oms, cerca del Carrer Major, al lado de la Catedral de Urgel y cerca de donde estuvo el portal de Cerdaña.

## Historia
Se sabe que el Ayuntamiento data de esta fecha, 1473, porque hay una lápida de piedra en la puerta. El Archivo Municipal es bastante numeroso. Se encuentran libros del consejo o actas desde 1430 que llegan hasta la actualidad con pocas lagunas
y muchos pergaminos. Además también está el Llibre Verd o libro de los privilegios de la ciudad de Urgel, de 1470; tiene la cubierta de madera forrada con piel y habla de los usos y costumbres de la ciudad.
Algunas cosas que recoge el libro es el sistema del consolado, basado en los usos antiguos y los privilegios concedidos por los preludios. El sistema basado en un cuerpo de magistrado: los cuatro cónsules, asistidos por un grupo reducido de consejeros y por la asamblea de vecinos, siempre con el correspondiente permiso del señor temporal de la ciudad, es decir, el Obispo de Urgel, que atorgaba los privilegios necesarios.
Otro libro notable es el Llibre Vermell del consolat, nombre que le viene de las actas de los consejos de los años 1434-1506.